# مران ثنائي البتلات
المُران الثنائي البتلات (باللاتينية: Fraxinus anomala) نوع نباتي ينتمي إلى جنس المُران من الفصيلة الزيتونية.
موطنه أمريكا الشمالية في جنوب غرب الولايات المتحدة (أريزونا ويوتا ونيفادا وكاليفورنيا) وشمال المكسيك في ولاية باخا كاليفورنيا.